# No Way Out 2007
No Way Out 2007 è stata la nona edizione dell'omonimo evento in pay-per-view di wrestling prodotto dalla WWE. L'evento, esclusivo del roster di SmackDown!, si è svolto il 18 febbraio 2007 allo Staples Center di Los Angeles.
Nonostante l'evento appartenesse al roster di SmackDown!, esso ha visto la partecipazione anche di cinque wrestler del roster di Raw, ovvero i due World Tag Team Champions John Cena (che era anche WWE Champion) e Shawn Michaels, il WWE Intercontinental Champion Jeff Hardy, Johnny Nitro e Melina e un wrestler del roster ECW, ovvero l'ECW World Champion Bobby Lashley.
Questo pay-per-view fu l'ultimo evento monobrand prodotto dalla WWE fino all'edizione 2016 di Backlash.

## Storyline
Nella puntata di SmackDown! successiva alla Royal Rumble, il WWE Champion John Cena e il World Heavyweight Champion Batista pretesero una risposta da The Undertaker, vincitore del Royal Rumble match, su chi avrebbe scelto di sfidare a WrestleMania 23, ma Shawn Michaels interruppe i due campioni dicendo che anche lui voleva sapere la decisione del Deadman. In attesa della risposta da parte di The Undertaker, il Chairman della WWE, Mr. McMahon, annunciò un Tag Team match tra Cena e Michaels (appartenenti al roster di Raw) contro Batista e Undertaker (appartenenti al roster di SmackDown!) per No Way Out. Nella puntata di Raw del 5 febbraio, The Undertaker scelse di affrontare Batista per il World Heavyweight Championship a WrestleMania, mentre Michaels diventò lo sfidante di Cena per il WWE Championship sconfiggendo Edge e Randy Orton in un Triple Threat match. Nella puntata di Raw del 15 febbraio, Cena e Michaels sconfissero i World Tag Team Champions Rated-RKO (Edge e Orton) conquistando i titoli di coppia.
Nella puntata di SmackDown! del 16 febbraio, il General Manager Theodore Long annunciò un Fatal 4-Way Tag Team Ladder match per il WWE Tag Team Championship tra i campioni Paul London e Brian Kendrick, Dave Taylor e William Regal, gli MNM (Joey Mercury e Johnny Nitro) e gli Hardy Boyz (Jeff Hardy e Matt Hardy) per No Way Out (lo stesso identico match avvenuto ad Armageddon). In seguito, però, tale incontro venne cancellato e al suo posto venne ufficializzato un Six-man Tag Team match tra gli Hardy Boyz e Chris Benoit contro gli MNM e Montel Vontavious Porter, mentre London e Kendrick avrebbero dovuto difendere i titoli di coppia contro Deuce e Domino.
Alla Royal Rumble, durante il Royal Rumble match, Kane eliminò King Booker dalla contesa e, nonostante l'eliminazione subita, Booker ritornò illegalmente sul ring per eliminare Kane. Nella puntata di SmackDown del 2 febbraio, Kane interruppe una cerimonia di King Booker e lo attaccò. Dopo i continui attacchi tra i due, il General Manager Theodore Long decise di annunciare un match tra Kane e Booker per No Way Out.
Nella puntata di SmackDown! del 16 febbraio, l'ECW World Champion Bobby Lashley fece un'apparizione speciale a SmackDown! per visitare il General Manager Theodore Long. Mr. Kennedy interruppe Lashley dicendogli che in passato lo aveva sconfitto e che sarebbe stato in grado di sconfiggerlo ancora. Dunque Long annunciò un match valido per l'ECW World Championship tra Lashley e Kennedy per No Way Out.

## Evento
Prima della messa in onda dell'evento, Rob Van Dam (del roster ECW) sconfisse Shelton Benjamin (del roster di Raw) dopo l'esecuzione della Five-Star Frog Splash.

### Match preliminari
L'evento si aprì con lo United States Champion Chris Benoit e gli Hardy Boyz (Intercontinental Champion Jeff Hardy e Matt Hardy) contrapposti a Montel Vontavious Porter e gli MNM (Joey Mercury e Johnny Nitro). L'incontro iniziò con Benoit e MVP come uomini legali, con il primo che si portò in vantaggio sul secondo. Dopo una distrazione dell'arbitro, gli MNM e MVP controllarono la contesa in seguito all'esecuzione di varie manovre combinate ai danni di Matt e Jeff. Successivamente, dopo essere tornato l'uomo legale, Benoit prese le redini del match dominando gli avversari. Gli MNM tentarono poi l'esecuzione della Snapshot su Benoit; tuttavia quest'ultimo contrattaccò la manovra per poi intrappolare Mercury nella Crippler Crossface. Benoit sottomise quindi Mercury per vincere l'incontro insieme a Matt e Jeff.
Il secondo match fu il Cruiserweight Open valevole per il Cruiserweight Championship tra il campione Gregory Helms e gli sfidanti Chavo Guerrero, Daivari, Funaki, Jamie Noble, Jimmy Wang Yang, Scotty 2 Hotty e Shannon Moore. L'incontro iniziò con Scotty e Daivari come primi due entranti, con il primo che eliminò il secondo dopo l'esecuzione del Worm. Successivamente il campione in carica, Gregory Helms, entrò per terzo ed eliminò Scotty dal match dopo averlo colpito con un double knee facebreaker. Funaki entrò per quarto, ma venne eliminato da Helms dopo l'esecuzione di un crossbody dalla terza corda del ring. In seguito Helms eliminò dalla contesa anche il quinto partecipante, Shannon Moore, dopo un altro double knee facebreaker. Dopodiché il sesto entrante, Jimmy Wang Yang, eliminò a sorpresa Helms dopo l'esecuzione di una hurricanrana. Dopo aver eliminato il campione, Yang estromise dall'incontro anche Jamie Noble, il settimo partecipante, dopo che lo colpì con un moonsault dalla terza corda. Dopo un batti e ribatti, Chavo Guerrero, l'ultimo entrante, eliminò Yang dopo l'esecuzione della Frog Splash, vincendo così l'incontro per diventare il nuovo campione.
Nel match seguente Finlay e Little Bastard affrontarono The Boogeyman e Little Boogeyman. Durante le fasi iniziali, Finlay si portò in vantaggio nei confronti dei propri avversari dopo che gettò Little Boogeyman all'esterno del ring, consentendo a Little Bastard di colpirlo da sotto il quadrato. Dopo che The Boogeyman inseguì Little Bastard fuori dal ring, distraendo nel frattempo l'arbitro, Finlay ne approfittò colpendo Little Boogeyman con lo shillelagh per poi schienarlo e vincere il match insieme al suo piccolo aiutante.
Il quarto incontro della serata fu tra Kane e King Booker. Nella fasi iniziali del match Kane controllò la contesa a discapito di Booker. Più avanti, Booker contrattaccò la Chokeslam di Kane per poi tentare lo Scissors Kick che, però, fallì poiché Kane lo colpì con una clothesline. Queen Sharmell, che si trovava all'angolo di Booker, distrasse Kane permettendo allo stesso Booker di colpirlo con uno spinning heel kick. Nel finale, nonostante le distrazioni di Sharmell, Kane eseguì la Chokeslam su Booker per poi schienarlo e vincere l'incontro.
Il match successivo fu quello valevole per il WWE Tag Team Championship tra la coppia campione Paul London e Brian Kendrick e quella sfidante formata da Deuce e Domino. Dopo un batti e ribatti iniziale, Deuce e Domino si portarono in controllo della contesa isolando London per poi attaccarlo senza che questi riuscisse a dare il cambio a Kendrick. Successivamente London riuscì a dare il cambio a Kendrick, il quale evitò una manovra aerea di Domino per poi schienarlo con un roll-up per vincere l'incontro e mantenere i titoli di coppia.

### Match principali
Il sesto incontro della serata fu quello valevole per l'ECW World Championship tra il campione Bobby Lashley e lo sfidante Mr. Kennedy. Mentre Lashley stava facendo la sua entrata, Kennedy lo attaccò alla spalle sulla rampa dello stage, posticipando l'inizio del match. Una volta saliti sul ring, e sfruttando l'attacco a sorpresa inflitto in precedenza, Kennedy controllò la contesa applicando varie prese di sottomissione per ridurre l'offensiva di Lashley. Dopo un batti e ribatti tra i due, Kennedy scese dal ring per impossessarsi di una sedia d'acciaio con la quale tentò di colpire Lashley; tuttavia questi contrattaccò colpendo, a sua volta, Kennedy con la sedia stessa, facendo terminare l'incontro con la vittoria di Kennedy per squalifica. Nonostante la sconfitta per squalifica, Lashley mantenne il titolo.
Nel main event il WWE Champion John Cena e Shawn Michaels detentori del World Tag Team Championship, affrontarono il World Heavyweight Champion Batista e The Undertaker. Durante la fasi iniziali dell'incontro, Batista controllò la contesa a discapito di Cena. Successivamente Batista e The Undertaker continuarono il loro dominio nei confronti di Cena e Michaels per poi gettarli all'esterno del ring. Dopo essere rientrato sul quadrato, Cena tentò la F-U su Batista ma The Undertaker interferì, permettendo allo stesso Batista di eseguire la Batista Bomb che, tuttavia, Cena contrattaccò grazie all'aiuto di Michaels. Più avanti Batista colpì Michaels con la spinebuster e, in contemporanea, The Undertaker eseguì la Chokeslam su Cena. The Undertaker tentò dunque il Tombstone Piledriver su Cena, ma Batista lo tradì colpendolo con una spinebuster per poi lasciare il ring. Sfruttando il turn heel di Batista nei confronti di The Undertaker, Michaels eseguì la Sweet Chin Music sullo stesso Undertaker, il quale venne poi anche colpito dalla F-U di Cena. Cena schienò quindi The Undertaker per vincere il match insieme a Michaels.

## Risultati
| #    | Incontri                                                                     | Stipulazioni                                                       | Durata |
| ---- | ---------------------------------------------------------------------------- | ------------------------------------------------------------------ | ------ |
| Dark | Rob Van Dam ha sconfitto Shelton Benjamin                                    | Single match                                                       | 05:02  |
| 1    | Chris Benoit e The Hardy Boyz hanno sconfitto Montel Vontavious Porter e MNM | Six-man tag team match                                             | 14:19  |
| 2    | Chavo Guerrero ha vinto eliminando per ultimo Jimmy Wang Yang                | Cruiserweight open challenge per il WWE Cruiserweight Championship | 14:11  |
| 3    | Finlay e Hornswoggle hanno sconfitto The Boogeyman e Little Boogeyman        | Tag team match                                                     | 06:44  |
| 4    | Kane ha sconfitto King Booker (con Queen Sharmell)                           | Single match                                                       | 12:38  |
| 5    | Brian Kendrick e Paul London (c) hanno sconfitto Deuce e Domino (con Cherry) | Tag team match per il WWE Tag Team Championship                    | 08:07  |
| 6    | Mr. Kennedy ha sconfitto Bobby Lashley (c) per squalifica                    | Single match per l'ECW World Championship                          | 15:27  |
| 7    | John Cena e Shawn Michaels hanno sconfitto Batista e The Undertaker          | Tag team match                                                     | 22:09  |

### Cruiserweight open challenge
| N° eliminazione | Wrestler          | Eliminato da    | Metodo di eliminazione  |
| --------------- | ----------------- | --------------- | ----------------------- |
| 1°              | Daivari           | Scotty 2 Hotty  | Worm                    |
| 2°              | Scotty 2 Hotty    | Gregory Helms   | Double knee facebreaker |
| 3°              | Funaki            | Gregory Helms   | Roll-up                 |
| 4°              | Shannon Moore     | Gregory Helms   | Double knee facebreaker |
| 5°              | Gregory Helms (c) | Jimmy Wang Yang | Roll-up                 |
| 6°              | Jamie Noble       | Jimmy Wang Yang | Yang Time               |
| 7°              | Jimmy Wang Yang   | Chavo Guerrero  | Frog splash             |
| Vincitore       | Chavo Guerrero    | —               | —                       |